# Dunbeath
Dunbeath (Schots-Gaelisch: Dùn Beithe) is een dorp  in het zuidoosten van de  Schotse lieutenancy Caithness in het raadsgebied Highland.
Dunbeath is de geboorteplaats van de schrijver Neil Gunn die veel van zijn verhalen liet plaatsvinden in Dunbeath en omgeving.

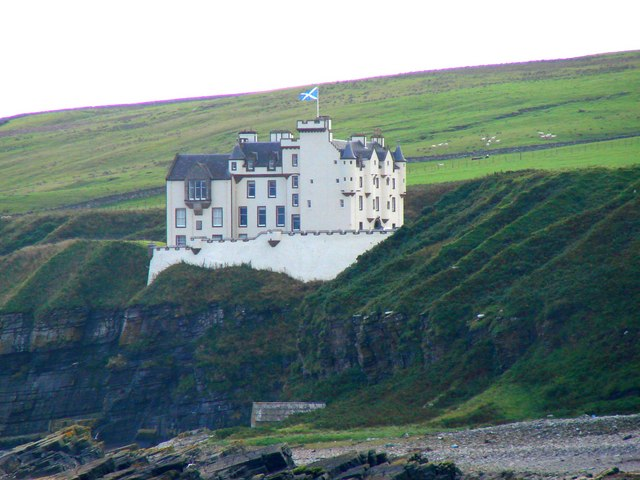
Kasteel